# Christine (Dumas)
Pour les articles homonymes, voir Christine.
Christine, ou Stockholm, Fontainebleau et Rome, est une pièce d'Alexandre Dumas représentée pour la première fois au Théâtre de l'Odéon le 30 mars 1830.

## Genèse de l’œuvre
Initialement écrite comme une tragédie néo-classique, en alexandrins, et respectant la règle des trois unités, Christine à Fontainebleau est acceptée en 1828 par la Comédie Française, qui en commence les répétitions. Mais une autre tragédie sur le même sujet est acceptée par le théâtre peu de temps après et les répétitions de la pièce de Dumas sont suspendues. Dumas retravaille alors sa pièce, qui devient un drame romantique, mettant en scène toute la vie de Christine de Suède. La pièce est alors acceptée, et jouée, au Théâtre de l'Odéon, avec Mademoiselle Georges dans le rôle-titre.

## Résumé
La pièce met en scène une version romancée de la vie de Christine de Suède.
Le Prologue, intitulé Descartes, se déroule dans le port de Stockholm et introduit les principaux protagonistes de la pièce. Christine, qui inspecte sa flotte, est victime d'un accident et manque de se noyer. Elle est sauvée in-extremis par l'intervention d'un jeune homme juste arrivé de France, Steinberg.
L'acte I, (intitulé Paula), se déroule au palais de Stockholm. Christine, entourée de ses courtisans, remercie Steinberg. Elle est pressée par son entourage de choisir un époux, afin de pouvoir donner un héritier à la couronne. Elle promet de faire son choix sous peu. La Cour soupçonne que son choix se tournera vers l'italien Monaldeschi, qu'elle aime. En secret, celui-ci tente alors de renvoyer son jeune page afin de ne pas nuire à ses prétentions à la couronne. Car le page en question est en fait sa maîtresse, Paula, qui, amoureuse de Monaldeschi, l'a suivi depuis l'Italie : quoi que n'aimant pas la reine, il convoite la couronne.
L'acte II (intitulé Charles-Gustave), prend place dans la salle du trône. Paula, déguisée en Paulo, le jeune page, se plaint de son renvoi à Christine qui le/la prend à son service. Après une scène avec Monaldeschi, qui dévoile son amour (complètement désintéressé, à ce qu'il prétend) Christine annonce à la cour qu'elle abdique au profit de son héritier, son cousin Charles-Gustave. Elle pourra ainsi épouser Monaldeschi. Celui-ci, pris au piège de ses propres mots, (il prétendrait qu'il l'aimerait même sans couronne) se voit contraint de la suivre.
L'acte III (intitulé Corneille) se déroule trois ans plus tard au palais de Fontainebleau. Christine regrette son abdication et intrigue pour ressaisir la couronne, mais Monaldeschi la trahit et écrit à Charles-Gustave pour lui dévoiler le projet. 
L'acte IV (intitulé Sentinelli), se déroule également à Fontainebleau. Avertie par Sentinelli, Christine découvre la trahison de Monaldeschi et le condamne à mort. Il est arrêté.

L'acte V (intitulé Monaldeschi) se déroule dans la chambre où Monaldeschi est maintenu prisonnier. Paula, qui vient le voir, refuse de l'aider à s'échapper, mais propose un double suicide au poison, s'il ne parvient pas à fléchir la reine. Monaldeschi promet de lui faire parvenir l'anneau contenant le poison s'il est exécuté. Christine vient lui rendre une dernière visite ; mais, en lui jurant de nouveau son amour, Monaldeschi parvient à faire commuer la sentence en exil, et à espérer de nouveau l'épouser et monter sur le trône. Il craint cependant que Paula ne le trahisse : aussi demande-t-il à Christine de lui donner l'anneau, ce qu'elle fait. Immédiatement, Paula boit le poison, en accusant la reine de sa mort ; mais, lorsque Christine lui révèle que la sentence de Monaldeschi a été commuée, Paula comprend la trahison de son amant, et dévoile toute la vérité à la reine. Christine, pour se venger, envoie immédiatement Sentinelli à la recherche de Monadleschi ; celui-ci fait irruption sur scène pour implorer son pardon, mais la reine est inflexible :

« Eh bien, j’en ai pitié, mon père… Qu’on l’achève ! »

L'épilogue, (intitulé Rome, et coupé après la première représentation), se déroule alors que Christine est sur son lit de mort. Agonisante, la reine refuse la couronne de Suède qu'on veut enfin lui rendre. Elle se confesse à Sentinelli : tous deux craignent que le meurtre de Monaldeschi ne les condamnent à la damnation. Elle meurt. 